# محمد بولعويدات
محمد بولعويدات ولد 2 مايو 1990 في قسنطينة (الجزائر) لاعب كرة القدم الجزائري. يلعب في مركز الهجوم .

## بداية مسيرته الكروية
لعب سابقاً في أندية شباب قسنطينة وأمل بلدية مروانة واتحاد الشاوية وأولمبي المدية وشبيبة القبائل ونصر حسين داي ووقع مع نادي أحد مطلع عام 2018.

## وصلات خارجية
- محمد بولعويدات على موقع قاعدة بيانات كرة القدم.إي يو (الإنجليزية)
- محمد بولعويدات على موقع Soccerway.com (الإنجليزية)